# Équipe de Belgique de football en 1990
Maillots
Chronologie
Saison précédente Saison suivante
L'équipe de Belgique de football participe en 1990 à sa huitième phase finale de Coupe du monde, la troisième consécutive, dont cette édition se tient en Italie du 8 juin au 8 juillet, dispute auparavant cinq rencontres amicales de préparation et amorce ensuite les éliminatoires du Championnat d'Europe 1992 face au pays de Galles.

## Objectifs
Motivés par leur brillante 4e place à Coupe du monde 1986, les Belges espèrent faire aussi bien au Mondiale italien et ambitionnent à tout le moins de franchir le premier tour.

## Résumé de la saison
Quelques mois après le mondial mexicain, débutent les éliminatoires de l'Euro 1988. La Belgique tient son rang jusqu'à deux défaites (2-0) en fin de campagne, en Bulgarie et en Écosse, qui la privent d'une nouvelle participation au championnat d'Europe. L'équipe se lance ensuite dans les qualifications pour la Coupe du monde 1990 et termine en tête de son groupe avec quatre victoires et quatre partages. En phase finale, les Diables Rouges enlèvent deux victoires sur la Corée du Sud (2-0) et l'Uruguay (3-1) puis concèdent une défaite sans conséquence face à l'Espagne (1-2). En huitième de finale face à l'Angleterre, ils dominent largement et se créent plusieurs occasions franches mais, sans réussite, sont finalement éliminés sur un but inscrit à une minute de la fin de la prolongation par David Platt (0-1),.

## Bilan de l'année
Si l'objectif initial est néanmoins atteint, l'élimination en huitièmes de finale face à l'Angleterre est vécue en Belgique comme une injuste tragédie car la génération actuelle semblait encore plus forte que celle qui avait atteint les demi-finales du Mondial au Mexique et les Diables Rouges ont dominé la rencontre, se créant les plus belles opportunités jusqu'à la funeste 119e minute et le but assassin de David Platt.
D'autre part, le départ des éliminatoires du Championnat d'Europe est raté, une défaite en terre galloise (3-1) hypohèque quasiment d'entrée les chances belges de qualification car l'Allemagne fait office de grandissime favori du groupe.

### Coupe du monde 1990

#### Phase de groupes (Groupe E)
| Classement final |              |     |   |   |   |   |    |    |      |
|                  | Équipe       | Pts | J | G | N | P | BP | BC | Diff |
| 1                | Espagne      | 5   | 3 | 2 | 1 | 0 | 5  | 2  | +3   |
| 2                | Belgique     | 4   | 3 | 2 | 0 | 1 | 6  | 3  | +3   |
| 3                | Uruguay      | 3   | 3 | 1 | 1 | 1 | 2  | 3  | -1   |
| 4                | Corée du Sud | 0   | 3 | 0 | 0 | 3 | 1  | 6  | -5   |

| 12 juin | Belgique | 2 | 0 | Corée du Sud |
| 13 juin | Uruguay  | 0 | 0 | Espagne      |
| 17 juin | Espagne  | 3 | 1 | Corée du Sud |
| 17 juin | Uruguay  | 1 | 3 | Belgique     |
| 21 juin | Espagne  | 2 | 1 | Belgique     |
| 21 juin | Uruguay  | 1 | 0 | Corée du Sud |

#### Phase à élimination directe
|  | Huitièmes de finale  | Huitièmes de finale  |                      |                        | Quarts de finale       | Quarts de finale |   |  | Demi-finales       | Demi-finales       |  |  | Finale           | Finale           |
|  | Huitièmes de finale  | Huitièmes de finale  |                      |                        | Quarts de finale       | Quarts de finale |   |  | Demi-finales       | Demi-finales       |  |  | Finale           | Finale           |
|  |                      |                      |                      |                        |                        |                  |   |  |                    |                    |  |  |                  |                  |
|  | 25 juin / Rome       | 25 juin / Rome       |                      |                        | 30 juin / Rome         | 30 juin / Rome   |   |  | 3 juillet / Naples | 3 juillet / Naples |  |  | 8 juillet / Rome | 8 juillet / Rome |
|  | 25 juin / Rome       | 25 juin / Rome       |                      |                        | 30 juin / Rome         | 30 juin / Rome   |   |  | 3 juillet / Naples | 3 juillet / Naples |  |  | 8 juillet / Rome | 8 juillet / Rome |
|  | Italie               | 2                    |                      |                        | 30 juin / Rome         | 30 juin / Rome   |   |  | 3 juillet / Naples | 3 juillet / Naples |  |  | 8 juillet / Rome | 8 juillet / Rome |
|  | Italie               | 2                    |                      |                        | 30 juin / Rome         | 30 juin / Rome   |   |  | 3 juillet / Naples | 3 juillet / Naples |  |  | 8 juillet / Rome | 8 juillet / Rome |
|  | Uruguay              | 0                    |                      |                        | 30 juin / Rome         | 30 juin / Rome   |   |  | 3 juillet / Naples | 3 juillet / Naples |  |  | 8 juillet / Rome | 8 juillet / Rome |
|  | Uruguay              | 0                    | Italie               | 1                      |                        |                  |   |  | 3 juillet / Naples | 3 juillet / Naples |  |  | 8 juillet / Rome | 8 juillet / Rome |
|  | 25 juin / Gênes      |                      | Italie               | 1                      |                        |                  |   |  | 3 juillet / Naples | 3 juillet / Naples |  |  | 8 juillet / Rome | 8 juillet / Rome |
|  |                      | République d'Irlande | 0                    |                        |                        |                  |   |  | 3 juillet / Naples | 3 juillet / Naples |  |  | 8 juillet / Rome | 8 juillet / Rome |
|  | République d'Irlande | République d'Irlande | 0                    | 0ap (5)                |                        |                  |   |  | 3 juillet / Naples | 3 juillet / Naples |  |  | 8 juillet / Rome | 8 juillet / Rome |
|  | République d'Irlande | 30 juin / Florence   |                      | 0ap (5)                |                        |                  |   |  | 3 juillet / Naples | 3 juillet / Naples |  |  | 8 juillet / Rome | 8 juillet / Rome |
|  | Roumanie             | 0 tab(4)             |                      |                        |                        |                  |   |  | 3 juillet / Naples | 3 juillet / Naples |  |  | 8 juillet / Rome | 8 juillet / Rome |
|  | Roumanie             | 0 tab(4)             | Italie               | 1ap (3)                |                        |                  |   |  |                    |                    |  |  | 8 juillet / Rome | 8 juillet / Rome |
|  | 26 juin / Vérone     |                      | Italie               | 1ap (3)                |                        |                  |   |  |                    |                    |  |  | 8 juillet / Rome | 8 juillet / Rome |
|  |                      | Argentine            | 1 tab(4)             |                        |                        |                  |   |  |                    |                    |  |  | 8 juillet / Rome | 8 juillet / Rome |
|  | Espagne              | Argentine            | 1 tab(4)             | 1                      |                        |                  |   |  |                    |                    |  |  | 8 juillet / Rome | 8 juillet / Rome |
|  | Espagne              | 3 juillet / Turin    |                      | 1                      |                        |                  |   |  |                    |                    |  |  | 8 juillet / Rome | 8 juillet / Rome |
|  | Yougoslavie          | 2 ap                 |                      |                        |                        |                  |   |  |                    |                    |  |  | 8 juillet / Rome | 8 juillet / Rome |
|  | Yougoslavie          | 2 ap                 | Yougoslavie          | 0ap (2)                |                        |                  |   |  |                    |                    |  |  | 8 juillet / Rome | 8 juillet / Rome |
|  | 24 juin / Turin      |                      | Yougoslavie          | 0ap (2)                |                        |                  |   |  |                    |                    |  |  | 8 juillet / Rome | 8 juillet / Rome |
|  |                      | Argentine            | 0 tab(3)             |                        |                        |                  |   |  |                    |                    |  |  | 8 juillet / Rome | 8 juillet / Rome |
|  | Brésil               | Argentine            | 0 tab(3)             | 0                      |                        |                  |   |  |                    |                    |  |  | 8 juillet / Rome | 8 juillet / Rome |
|  | Brésil               | 1er juillet / Milan  |                      | 0                      |                        |                  |   |  |                    |                    |  |  | 8 juillet / Rome | 8 juillet / Rome |
|  | Argentine            | 1                    |                      |                        |                        |                  |   |  |                    |                    |  |  | 8 juillet / Rome | 8 juillet / Rome |
|  | Argentine            | 1                    | Argentine            | 0                      |                        |                  |   |  |                    |                    |  |  |                  |                  |
|  | 24 juin / Milan      |                      | Argentine            | 0                      |                        |                  |   |  |                    |                    |  |  |                  |                  |
|  |                      | Allemagne de l'Ouest | 1                    |                        |                        |                  |   |  |                    |                    |  |  |                  |                  |
|  | Allemagne de l'Ouest | Allemagne de l'Ouest | 1                    | 2                      |                        |                  |   |  |                    |                    |  |  |                  |                  |
|  | Allemagne de l'Ouest |                      |                      | 2                      |                        |                  |   |  |                    |                    |  |  |                  |                  |
|  | Pays-Bas             | 1                    |                      |                        |                        |                  |   |  |                    |                    |  |  |                  |                  |
|  | Pays-Bas             | 1                    | Allemagne de l'Ouest | 1                      |                        |                  |   |  |                    |                    |  |  |                  |                  |
|  | 23 juin / Bari       |                      | Allemagne de l'Ouest | 1                      |                        |                  |   |  |                    |                    |  |  |                  |                  |
|  |                      | Tchécoslovaquie      | 0                    |                        |                        |                  |   |  |                    |                    |  |  |                  |                  |
|  | Tchécoslovaquie      | Tchécoslovaquie      | 0                    | 4                      |                        |                  |   |  |                    |                    |  |  |                  |                  |
|  | Tchécoslovaquie      | 1er juillet / Naples |                      | 4                      |                        |                  |   |  |                    |                    |  |  |                  |                  |
|  | Costa Rica           | 1                    |                      |                        |                        |                  |   |  |                    |                    |  |  |                  |                  |
|  | Costa Rica           | 1                    | Allemagne de l'Ouest | 1ap (4)                |                        |                  |   |  |                    |                    |  |  |                  |                  |
|  | 26 juin / Bologne    |                      | Allemagne de l'Ouest | 1ap (4)                |                        |                  |   |  |                    |                    |  |  |                  |                  |
|  |                      | Angleterre           | 1 tab(3)             |                        |                        |                  |   |  |                    |                    |  |  |                  |                  |
|  | Angleterre           | Angleterre           | 1 tab(3)             | 1 ap                   |                        |                  |   |  |                    |                    |  |  |                  |                  |
|  | Angleterre           |                      |                      | 1 ap                   |                        |                  |   |  |                    |                    |  |  |                  |                  |
|  | Belgique             | 0                    |                      | Match pour la 3e place | Match pour la 3e place |                  |   |  |                    |                    |  |  |                  |                  |
|  | Belgique             | 0                    | Angleterre           | Match pour la 3e place | Match pour la 3e place | 3 ap             |   |  |                    |                    |  |  |                  |                  |
|  | 23 juin / Naples     | 23 juin / Naples     | Angleterre           | 7 juillet / Bari       | 7 juillet / Bari       | 3 ap             |   |  |                    |                    |  |  |                  |                  |
|  | 23 juin / Naples     | 23 juin / Naples     |                      | 7 juillet / Bari       | 7 juillet / Bari       | Cameroun         | 2 |  |                    |                    |  |  |                  |                  |
|  | Cameroun             | 2 ap                 | Italie               | 2                      |                        | Cameroun         | 2 |  |                    |                    |  |  |                  |                  |
|  | Cameroun             | 2 ap                 | Italie               | 2                      |                        |                  |   |  |                    |                    |  |  |                  |                  |
|  | Colombie             | 1                    |                      | Angleterre             | 1                      |                  |   |  |                    |                    |  |  |                  |                  |
|  | Colombie             | 1                    |                      | Angleterre             | 1                      |                  |   |  |                    |                    |  |  |                  |                  |

## Les matchs
| Match amical                                                     | Grèce                              | 2 - 0   | Belgique | Stade olympique Athènes, Grèce                |                                               |
| 17 janvier 1990 · 16:00 heure locale · Historique des rencontres | Tsalouchídis 58e · Apostolákis 90e | (0 – 0) |          | Spectateurs : 1 000 Arbitrage : Pietro D'Elia | Spectateurs : 1 000 Arbitrage : Pietro D'Elia |
| 17 janvier 1990 · 16:00 heure locale · Historique des rencontres | Rapport                            |         |          | Spectateurs : 1 000 Arbitrage : Pietro D'Elia | Spectateurs : 1 000 Arbitrage : Pietro D'Elia |

| Match amical                                                     | Belgique | 0 - 0   | Suède | Stade du Heysel Laeken, Belgique                     |                                                      |
| 21 février 1990 · 20:00 heure locale · Historique des rencontres |          | (0 – 0) |       | Spectateurs : 3 537 Arbitrage : Friedrich Kaupe (hu) | Spectateurs : 3 537 Arbitrage : Friedrich Kaupe (hu) |
| 21 février 1990 · 20:00 heure locale · Historique des rencontres | Rapport  |         |       | Spectateurs : 3 537 Arbitrage : Friedrich Kaupe (hu) | Spectateurs : 3 537 Arbitrage : Friedrich Kaupe (hu) |

| Match amical                                                 | Belgique                 | 2 - 2   | Roumanie                        | Stade du Heysel Laeken, Belgique                   |                                                    |
| 26 mai 1990 · 19:00 heure locale · Historique des rencontres | Scifo 7e · Clijsters 29e | (2 – 0) | Rednic 53e · Lăcătuș 64e (pen.) | Spectateurs : 31 625 Arbitrage : Alain Delmer (hu) | Spectateurs : 31 625 Arbitrage : Alain Delmer (hu) |
| 26 mai 1990 · 19:00 heure locale · Historique des rencontres | Rapport                  |         |                                 | Spectateurs : 31 625 Arbitrage : Alain Delmer (hu) | Spectateurs : 31 625 Arbitrage : Alain Delmer (hu) |

| Match amical                                                 | Belgique                       | 3 - 0   | Mexique | Stade du Heysel Laeken, Belgique                   |                                                    |
| 2 juin 1990 · 20:00 heure locale · Historique des rencontres | Degryse 36e 38e · Versavel 50e | (2 – 0) |         | Spectateurs : 32 816 Arbitrage : Jan Damgaard (hu) | Spectateurs : 32 816 Arbitrage : Jan Damgaard (hu) |
| 2 juin 1990 · 20:00 heure locale · Historique des rencontres | Rapport                        |         |         | Spectateurs : 32 816 Arbitrage : Jan Damgaard (hu) | Spectateurs : 32 816 Arbitrage : Jan Damgaard (hu) |

| Match amical                                                 | Belgique   | 1 - 1   | Pologne    | Stade du Heysel Laeken, Belgique                     |                                                      |
| 6 juin 1990 · 20:00 heure locale · Historique des rencontres | Emmers 51e | (0 – 1) | Ziober 16e | Spectateurs : 17 634 Arbitrage : Roger Philippi (hu) | Spectateurs : 17 634 Arbitrage : Roger Philippi (hu) |
| 6 juin 1990 · 20:00 heure locale · Historique des rencontres | Rapport    |         |            | Spectateurs : 17 634 Arbitrage : Roger Philippi (hu) | Spectateurs : 17 634 Arbitrage : Roger Philippi (hu) |

| Coupe du monde 1990 Premier tour - Groupe E                   | Belgique                  | 2 - 0   | Corée du Sud | Stade Marcantonio-Bentegodi Vérone, Italie     |                                                |
| 12 juin 1990 · 17:00 heure locale · Historique des rencontres | Degryse 53e · De Wolf 64e | (0 – 0) |              | Spectateurs : 32 486 Arbitrage : Vincent Mauro | Spectateurs : 32 486 Arbitrage : Vincent Mauro |
| 12 juin 1990 · 17:00 heure locale · Historique des rencontres | Rapport                   |         |              | Spectateurs : 32 486 Arbitrage : Vincent Mauro | Spectateurs : 32 486 Arbitrage : Vincent Mauro |

Note : Première rencontre officielle entre les deux nations.
| Coupe du monde 1990 Premier tour - Groupe E                   | Belgique                                         | 3 - 1   | Uruguay        | Stade Marcantonio-Bentegodi Vérone, Italie          |                                                     |
| 17 juin 1990 · 21:00 heure locale · Historique des rencontres | Clijsters 15e (pen.) · Scifo 24e · Ceulemans 47e | (2 – 0) | Bengoechea 73e | Spectateurs : 33 759 Arbitrage : Siegfried Kirschen | Spectateurs : 33 759 Arbitrage : Siegfried Kirschen |
| 17 juin 1990 · 21:00 heure locale · Historique des rencontres | Gerets 35e, 42e                                  | Rapport |                | Spectateurs : 33 759 Arbitrage : Siegfried Kirschen | Spectateurs : 33 759 Arbitrage : Siegfried Kirschen |

| Coupe du monde 1990 Premier tour - Groupe E                   | Belgique     | 1 - 2   | Espagne                        | Stade Marcantonio-Bentegodi Vérone, Italie           |                                                      |
| 21 juin 1990 · 17:00 heure locale · Historique des rencontres | Vervoort 29e | (1 – 2) | Míchel 26e (pen.) · Górriz 38e | Spectateurs : 35 950 Arbitrage : Juan Carlos Loustau | Spectateurs : 35 950 Arbitrage : Juan Carlos Loustau |
| 21 juin 1990 · 17:00 heure locale · Historique des rencontres | Rapport      |         |                                | Spectateurs : 35 950 Arbitrage : Juan Carlos Loustau | Spectateurs : 35 950 Arbitrage : Juan Carlos Loustau |

| Coupe du monde 1990 Huitièmes de finale                       | Belgique | 0 - 1 a. p.           | Angleterre | Stade Renato-Dall'Ara Bologne, Italie            |                                                  |
| 26 juin 1990 · 21:00 heure locale · Historique des rencontres |          | (0 – 0, 0 – 0, 0 – 0) | Platt 119e | Spectateurs : 34 520 Arbitrage : Peter Mikkelsen | Spectateurs : 34 520 Arbitrage : Peter Mikkelsen |
| 26 juin 1990 · 21:00 heure locale · Historique des rencontres | Rapport  |                       |            | Spectateurs : 34 520 Arbitrage : Peter Mikkelsen | Spectateurs : 34 520 Arbitrage : Peter Mikkelsen |

| Match amical                                                       | Belgique | 0 - 2   | Allemagne de l'Est | Stade Constant Vanden Stock Anderlecht, Belgique  |                                                   |
| 12 septembre 1990 · 20:00 heure locale · Historique des rencontres |          | (0 – 0) | Sammer 73e 90e     | Spectateurs : 5 194 Arbitrage : John Blankenstein | Spectateurs : 5 194 Arbitrage : John Blankenstein |
| 12 septembre 1990 · 20:00 heure locale · Historique des rencontres | Rapport  |         |                    | Spectateurs : 5 194 Arbitrage : John Blankenstein | Spectateurs : 5 194 Arbitrage : John Blankenstein |

Note : Ce match était censé démarrer la campagne de qualification des Diables Rouges pour le Championnat d'Europe 1992 en Suède, cependant la réunification allemande entraîna le retrait de la République démocratique allemande (RDA) de la compétition et la Belgique hérita dès lors de l'Allemagne réunifiée dans son groupe. Ce fut le tout dernier match officiel de la RDA.
| Championnat d'Europe 1992 Éliminatoires - Groupe 5               | Pays de Galles                       | 3 - 1   | Belgique     | Cardiff Arms Park Cardiff, Pays de Galles           |                                                     |
| 17 octobre 1990 · 19:30 heure locale · Historique des rencontres | Rush 29e · Saunders 86e · Hughes 88e | (1 – 1) | Versavel 24e | Spectateurs : 14 274 Arbitrage : Kurt Röthlisberger | Spectateurs : 14 274 Arbitrage : Kurt Röthlisberger |
| 17 octobre 1990 · 19:30 heure locale · Historique des rencontres | Rapport                              |         |              | Spectateurs : 14 274 Arbitrage : Kurt Röthlisberger | Spectateurs : 14 274 Arbitrage : Kurt Röthlisberger |

## Les joueurs
| Joueurs               | Joueurs           | Amical | Amical | Amical | Amical | Amical | CM 1990 | CM 1990  | CM 1990 | CM 1990 | Amical | QCE 1992 |
| --------------------- | ----------------- | ------ | ------ | ------ | ------ | ------ | ------- | -------- | ------- | ------- | ------ | -------- |
| Gardiens de but       |                   |        |        |        |        |        |         |          |         |         |        |          |
| Michel Preud'homme    | KV Malines        | 90     | 68e    | 90     | 90     | 90     | 90      | 90       | 90      | 120     | 90     | 90       |
| Filip De Wilde        | RSC Anderlechtois | r      | 68e    | r      | r      | r      | r       | r        | r       | r       |        | r        |
| Gilbert Bodart        | Standard de Liège |        |        | r      | r      | r      | r       | r        | r       | r       | r      |          |
| Défenseurs            |                   |        |        |        |        |        |         |          |         |         |        |          |
| Georges Grün          | RSC Anderlechtois | 90     | 90     | 46e    | 46e    | 46e    | r       | 90       | r       | 120     |        | 90       |
| Leo Clijsters         | KV Malines        | 90     | 90     | 90     | 46e    | 46e    | 90      | 46e      | r       | 120     |        |          |
| Michel De Wolf        | KV Courtrai       | 90 22e | r      | 46e    | 90     | 90     | 90      | 90       | 90      | 120     | 90     | 90       |
| Rudi Smidts           | Royal Antwerp FC  | r      |        |        |        |        |         |          |         |         |        |          |
| Eric Gerets           | PSV Eindhoven     |        | 90     | 90     | 84e    | 90     | 90      | 35e, 42e | r       | 120     |        | 90       |
| Stéphane Demol        | FC Porto          |        | 90     | 90     | 46e    | 46e    | 90      | 90       | 90      | 120     | 46e    | 90       |
| Philippe Albert       | KV Malines        |        |        | r      | 46e    | 46e    | r       | r        | 90      | r       | 46e    | r        |
| Jean-François De Sart | RFC Liège         |        |        | r      | r      | r      | r       | r        | r       | r       |        |          |
| Pascal Plovie         | Club Bruges KV    |        |        | r      | 84e    | r      | r       | r        | 31e     | r       | 90     |          |
| Milieux               |                   |        |        |        |        |        |         |          |         |         |        |          |
| Patrick Vervoort      | RSC Anderlechtois | 65e    | 74e    | 67e    | r      | r      | r       | 73e      | 90      | 107e    |        | r        |
| Marc Emmers           | KV Malines        | 90     | 90     |        | 90     | 90     | 90      | 46e      | 31e     | r       |        | 90       |
| Franky Van der Elst   | Club Bruges KV    | 90     | 90     | 90     | 90     | 90     | 90      | 90       | 90      | 120     | 90     | 90       |
| Bruno Versavel        | KV Malines        | 90     | 74e    | 90     | 90     | 90     | 90      | 73e      | r       | 107e    | 69e    | 90       |
| Jan Ceulemans         | Club Bruges KV    | 90     | 90     | 46e    | r      | r      | 46e     | 90       | 90      | 120     | 46e    | 90       |
| Koen Sanders          | KV Malines        | 54e    |        |        |        |        |         |          |         |         |        |          |
| Enzo Scifo            | AJ Auxerre        |        |        | 90     | 90     | 90     | 90      | 90       | 90      | 120     | 46e    | 90       |
| Lorenzo Staelens      | Club Bruges KV    |        |        | 46e    | r      | r      | r       | r        | 78e     | r       | 90     |          |
| Geert Broeckaert      | Cercle Bruges KSV |        |        |        |        |        |         |          |         |         | 90,    |          |
| Danny Boffin          | RFC Liège         |        |        |        |        |        |         |          |         |         | 69e    |          |
| Attaquants            |                   |        |        |        |        |        |         |          |         |         |        |          |
| Marc Van Der Linden   | RSC Anderlechtois | 70e    | 46e    |        | 57e    | 90     | 46e     | r        | 78e     | r       |        |          |
| Marc Degryse          | RSC Anderlechtois | 54e    | 74e    | 67e    | 90     | 90     | 90      | 90       | 90      | 64e     | 46e    | r        |
| Luc Nilis             | RSC Anderlechtois | 65e    | 46e    |        |        |        |         |          |         |         |        | 73e      |
| Nico Claesen          | Royal Antwerp FC  | 70e    | 74e    | 46e    | r      | r      | r       | r        | r       | 64e     |        |          |
| Marc Wilmots          | KV Malines        |        |        | 46e    | 57e    | r      | r       | r        | r       | r       | 46e    | 73e      |
| Erwin Vandenbergh     | KAA La Gantoise   |        |        |        |        |        |         |          |         |         | 90     |          |

Un « r » indique un joueur qui était parmi les remplaçants mais qui n'est pas monté au jeu.
1. 1 2  Premier but officiel pour le joueur.
2. 1 2 3 4  Dernière sélection officielle pour le joueur.
3. 1 2 3  Première sélection officielle pour le joueur.

## Aspects socio-économiques

### Couverture médiatique
| Jour de diffusion | Match                         | Compétition          | Diffuseur francophone | Diffuseur néerlandophone |
| ----------------- | ----------------------------- | -------------------- | --------------------- | ------------------------ |
| 17 janvier 1990   | Grèce - Belgique              | Amical               | RTBF                  | BRT                      |
| 21 février 1990   | Belgique - Suède              | Amical               | RTBF                  | BRT                      |
| 26 mai 1990       | Belgique - Roumanie           | Amical               | RTBF                  | BRT                      |
| 2 juin 1990       | Belgique - Mexique            | Amical               | RTBF                  | BRT                      |
| 6 juin 1990       | Belgique - Pologne            | Amical               | RTBF                  | BRT                      |
| 12 juin 1990      | Belgique - Corée du Sud       | Coupe du monde       | RTBF                  | BRT                      |
| 17 juin 1990      | Belgique - Uruguay            | Coupe du monde       | RTBF                  | BRT                      |
| 21 juin 1990      | Belgique - Espagne            | Coupe du monde       | RTBF                  | BRT                      |
| 26 juin 1990      | Belgique - Angleterre         | Coupe du monde       | RTBF                  | BRT                      |
| 12 septembre 1990 | Belgique - Allemagne de l'Est | Amical               | RTBF                  | BRT                      |
| 17 octobre 1990   | Pays de Galles - Belgique     | Championnat d'Europe | RTBF                  | BRT                      |

Source : Programme TV dans Gazet van Antwerpen.

## Sources

### Archives
1. ↑  (nl) « Concentra online archief », sur krantenarchief.concentra.be, Mediahuis.